# جی‌تی‌ای ۴: گمشده و نفرین‌شده
اتومبیل‌دزدی بزرگ ۴: گمشده و نفرین‌شده (به انگلیسی: Grand Theft Auto IV: The Lost and Damned) یک بازی رایانه‌ای در سبک گیم‌پلی غیرخطی است که توسط شرکت راک‌استار نورث طراحی و ساخته شد. این بازی در سری بازی‌های مشهور و پرفروش اتومبیل‌دزدی بزرگ قرار دارد. نخستین انتشار این بازی، در ۱۷ فوریه ۲۰۰۹ برای کنسول ایکس‌باکس ۳۶۰ و نخستین انتشار بازی، برای ویندوز و پلی‌استیشن ۳ در ۱۳ آوریل ۲۰۱۰ منتشر شد.
این بازی که همزمان با رویدادهای Grand Theft Auto IV و The Ballad of Gay Tony می گذرد، کارهای جانی کلِبیتز، نایب رئیس بخش لیبرتی سیتی The Lost MC را دنبال می کند، یک باشگاه موتور سواری که همراه با خودش، در هر دو بازی تعداد زیادی ماموریت وجود دارد. خط داستانی اصلی اپیزود بر تلاش‌های جانی برای ادامه‌ی فصل، در حالی که با درگیری‌های داخلی، جنگ گروه‌ها، دویدن مواد مخدر و دشمنان مختلف سر و کار دارد، متمرکز است. این اپیزود دیدگاه جانی را در خط داستانی الماس های خونی و هروئین به تصویر می کشد که از دیدگاه دیگر قهرمانان در Grand Theft Auto IV و The Ballad of Gay Tony به تصویر کشیده شده است.
این بازی پس از انتشار نقدهای بسیار مثبتی دریافت کرد.

## گیم پلی
Grand Theft Auto IV: The Lost and Damned یک بازی اکشن ماجراجویی است که در یک محیط جهان باز و از منظر سوم شخص بازی می شود. این بازی دارای گیم پلی مشابه با بازی Grand Theft Auto IV است و در همان محیط Liberty City اتفاق می افتد، همانطور که در مصاحبه ای بین IGN و رئیس جمهور گفته شد، این بازی تنها حدود یک سوم تعداد ماموریت های آن بازی را نشان می دهد. از Rockstar North، که بنابراین مقدار زمان برای تکمیل آن را در حدود 10-15 ساعت قرار می دهد، بسته به اینکه بازیکن چقدر روی خط داستان تمرکز دارد. این بازی همچنین دارای اضافات جدید است، برخی از آنها مربوط به اتصال جانی به Lost MC و برخی تغییرات جزئی است.
برجسته‌ترین این افزوده‌ها در دسترس بودن پست‌های بازرسی میان ماموریت است که می‌تواند از سفرهای مکرر بازیکن به یک مکان معین برای شروع و پخش مجدد یک ماموریت شکست خورده جلوگیری کند - یک جنبه اغلب مورد انتقاد سری Grand Theft Auto. نقاط بازرسی تنها با امتحان مجدد ماموریت پس از شکست قبلی در دسترس هستند - رفتن به نقطه شروع ماموریت، ماموریت را از ابتدا آغاز می کند. در کنار سیستم ایست بازرسی، The Lost and Damned شامل سلاح ها و وسایل نقلیه جدید، از جمله موتور سیکلت سفارشی جانی (جانی خود با هر دوچرخه ای بیش از هر وسیله نقلیه دیگری تسلط دارد)، توانایی کمک گرفتن از اعضای سازمان را دارد. Lost MC، مجموعه‌ای جدید اما کوچک از شخصیت‌های تصادفی، فعالیت‌های جانبی اضافی، و مشاغل جانبی منحصربه‌فرد از جمله جنگ‌های باند و مسابقه دوچرخه‌سواری. علاوه بر این، بازی تغییرات کمی نسبت به Grand Theft Auto IV دارد، به این ترتیب که جانی می‌تواند از ابتدای بازی جدید به کل شهر آزادی دسترسی داشته باشد، اما نمی‌تواند لباس‌های خود را عوض کند یا وارد فروشگاه‌های لباس شود. کلوپ کمدی شهر، Split Sides، همچنین دارای یک کمدین کاملاً جدید است که در آنجا کارهای معمولی انجام می دهد، در حالی که فروشگاه های اسلحه هیچ یک از سلاح های جدید موجود در The Lost and Damned را در اختیار ندارند. آنها را فقط می توان از طریق فروشنده اسلحه باشگاه خریداری کرد.
دو تا از کارهای جانبی جدید که در The Lost and Damned به نمایش گذاشته شده اند - جنگ های باند و مسابقات دوچرخه سواری - به جانی نیاز دارند که دوچرخه سواری کند تا آنها را تحریک کند. در جنگ باندها، جانی در چند نسخه با باندهای رقیب می‌جنگد - آنها را در یک پاتوق بیرون می‌آورد، یا در حال گشت و گذار در خیابان‌ها، یا تخریب وسیله نقلیه‌ای که اسکورت می‌کنند - کسب درآمد از هر جنگ تکمیل‌شده و باز کردن قفل سلاح در کلوپ گمشده. و یک خانه امن که بعداً در داستان به دست آمد) با هر 10 جنگ بعدی تکمیل شد. هر جنگ باندی سخت‌تر می‌شود، هر چه جانی بیشتر درگیر آنها می‌شود. در همین حال، مسابقات دوچرخه‌سواری مانند مسابقات خیابانی Grand Theft Auto IV بازی می‌کنند، به جز اینکه جانی و حریفانش چوب بیسبال را حمل می‌کنند تا به مسابقه‌دهنده‌های رقیب خود حمله کنند، در حالی که مسیر خود را به هر ایست بازرسی مسابقه می‌دهند، و هر کدام می‌توانند یک مسابقه‌دهنده را از جای خود خارج کنند. دوچرخه آنها بسته به قدرت تاب آنها. در سایر مشاغل جانبی جانی یا در حال دزدیدن دوچرخه یا کار برای یک نماینده کنگره است که در طول داستان بازی با او آشنا شده اند. در همین حال، اضافه‌شده‌های جدید به فعالیت‌های Grand Theft Auto IV، شامل کشتی بازو (که در سختی‌ها و شرط‌بندی‌ها بین نقاط مختلف متفاوت است)، بازی‌های کارت‌های Hi-Lo و ایر هاکی (که در کوچه‌های بولینگ شهر یافت می‌شود) است. سلاح‌های جدید موجود در بازی شامل تفنگ ساچمه‌ای اره‌شده، تفنگ ساچمه‌ای تهاجمی، نشانه‌های استخر، نارنجک‌انداز و بمب‌های لوله است.
به دلیل موقعیت جانی در Lost MC، برخی از ماموریت‌ها و جنگ‌های باند می‌توانند او را با تیمی از دوچرخه‌سواران همراهی کنند که در صورت زنده ماندن از هر کدام، می‌توانند پیشرفت کنند و تجربه کسب کنند و در نتیجه در ماموریت‌های بعدی/جنگ‌های باند سخت‌تر نبرد شوند. اگر در هر زمان، دوچرخه سواری در یک ماموریت یا جنگ باندی کشته شود، در مرحله بعدی با دیگری جایگزین می شود. جانی می تواند حمایت بیشتری از دو عضو Lost دریافت کند - تری و کلی. هر دو را می توان برای فعالیت های دوستانه خارج کرد، اما توانایی های ویژه خود را از ابتدای بازی جدید فعال هستند. اگر تری فراخوانده شود، او به مکانی نزدیک به جانی می‌راند و به او اسلحه و زره می‌فروشد، در حالی که کلی می‌تواند دوچرخه‌ای را که بازیکن انتخاب می‌کند مستقیماً به او تحویل دهد. در مرحله بعدی بازی، جانی می‌تواند در حین انجام ماموریت با یکی یا دیگری تماس بگیرد تا از آن‌ها پشتیبان بگیرد و هر دو بتوانند تجربه‌ای کسب کنند که سلامت، توانایی‌های رزمی آن‌ها را افزایش می‌دهد و به آنها سلاح‌های بهتری می‌دهد.
در حالی که تک‌نفره اضافه‌های جدیدی دارد، حالت‌های چندنفره نیز به Lost MC متصل می‌شوند، که برخی از آن‌ها نسبت به حالت‌های برجسته در Grand Theft Auto IV بهبود می‌یابند:
حفاظت از شاهدان - یک تیم باند دوچرخه سواران گمشده هستند و آنها باید سعی کنند اتوبوس حامل شاهدان را از بین ببرند در حالی که تیم دیگر NOOSE است که سعی می کند از اتوبوس محافظت کند زیرا شاهدان را به ایستگاه های پلیس در اطراف شهر لیبرتی تحویل می دهد.
مسابقه - مسابقه بر روی دوچرخه با مسابقه دهندگانی که خفاش را حمل می کنند و یکدیگر را می کوبند، شبیه به بازی ویدیویی Road Rash.
Lone Wolf Biker – رایگان برای تمام حالت های سبک که در آن یک بازیکن گرگ تنها است و همه بازیکنان دیگر باید آن بازیکن را تعقیب کرده و بکشند تا به گرگ تنها تبدیل شوند. در پایان بازی، هرکسی که برای مدت طولانی گرگ تنها بود، برنده است.
مالک شهر شوید - سعی کنید کنترل شهر را بخش به بخش بر اساس جنگ های باند سان آندریاس به دست آورید.
باشگاه کسب و کار - مانند حالت اصلی مافیا در GTA IV، اما در مجموع 8 بازیکن با هم به عنوان یک باند سوار می شوند. بازیکن تماس هایی از Angus دریافت می کند که به شما می گوید وظایف خاصی را برای The Lost انجام دهید.
Chopper vs. Chopper – هلیکوپتر در مقابل دوچرخه. دوچرخه سوار سعی می کند از پست های بازرسی عبور کند در حالی که هلیکوپتر سعی می کند دوچرخه سوار را متوقف کند.

## خلاصه داستان

### تنظیم
The Lost and Damned در همان محیط مورد استفاده برای Grand Theft Auto IV اتفاق می افتد: کلان شهر خیالی ایالات متحده لیبرتی سیتی (بر اساس شهر نیویورک) و ایالت همسایه آلدرنی (نیوجرسی). برخلاف بازی پایه، کل نقشه پس از تکمیل اولین ماموریت توسعه، برای کاوش در دسترس قرار می گیرد. خط داستانی The Lost and Damned همزمان با Grand Theft Auto IV و The Ballad of Gay Tony رخ می‌دهد و شخصیت‌ها و رویدادهای بازگشتی را در خود دارد. مهم‌ترین داستان، یک داستان فرعی حول محموله‌ای از الماس‌های سرقت شده است که در هر سه بازی از دیدگاه‌های مختلف به تصویر کشیده شده است.

### طرح
در سال 2008، بیلی گری (لو سامرال)، رئیس باشگاه موتورسیکلت غیرقانونی گمشده در آلدرنی، پس از آزادی از یک دوره بازپروری به دستور دادگاه، توسط اعضای باند همکارش مورد استقبال قرار گرفت. اگرچه معاون رئیس جمهور جانی کلبیتز (اسکات هیل) مشتاق است تجارت را از سر بگیرد، بیلی با شکستن آتش بس که جانی با رقبای گمشده، فرشتگان مرگ، در زمان غیبتش ترتیب داده بود، او را آزار می دهد. پس از کشته شدن یکی از اعضای باند، جیسون مایکلز (بیل بور)، در بروکر، بیلی علیرغم فقدان شواهد ملموس، مرگ او را به گردن فرشتگان می‌اندازد، و به Lost دستور می‌دهد تا خانه باشگاه خود را به تلافی بسوزانند. وقتی جانی بیلی و منشی گمشده برایان جرمی (آدریان مارتینز) را در حال دزدیدن مقداری هروئین از خانه باشگاه پس از حمله می بیند، ماهیت دستورات بیلی را زیر سوال می برد.
بیلی بعداً ترتیبی داد که جانی در کنار نیکو بلیک (مایکل هالیک) و پلی‌بوی ایکس (پوستل پرینگل)، دو تن از همکاران فروشنده مواد مخدر الیزابت تورس (چارلی پارکر)، که به راه‌اندازی این هروئین کمک کردند، بر معامله با یک خریدار بالقوه برای هروئین سرقت شده نظارت کند. مبادله این معامله به سرعت مشخص می شود که یک جنایت پلیس است، اما جانی موفق می شود با مواد مخدر فرار کند. در این مدت، جانی همچنین به سیاستمدار فاسد توماس استابز III (جان لانتز) کمک می کند، که برای بازسازی مجدد خود به کمک نیاز دارد. کمپین انتخاباتی و قول می دهد که در آینده این لطف را برگرداند. در نهایت، جیم فیتزجرالد (کریس مک‌کینی)، خزانه‌دار گمشده و بهترین دوست جانی، با خبری مبنی بر این که هروئین دزدیده شده متعلق به خانواده‌های تریاد است، می‌رسد و به باند توصیه می‌کند آن را به آنها برگردانند. بیلی موافقت می‌کند، اما مخفیانه ترتیبی می‌دهد که تریادها جانی و جیم را بکشند.  هنگامی که تریادها در حین مبادله به جفت حمله می‌کنند، آنها مجبور می‌شوند مواد مخدر را رها کرده و فرار کنند، در حالی که بیلی در طول هرج و مرج توسط پلیس دستگیر می‌شود.
جانی ریاست باشگاه را بر عهده می گیرد اما با مشکلات جدیدی از جانب برایان روبرو می شود که هنوز به بیلی وفادار است و جانی را مسئول دستگیری او می داند. جانی در حالی که با جنگ داخلی آغاز شده توسط برایان مبارزه می کند، تلاش می کند تا برای باشگاه پول جمع کند. او چندین شغل را از الیزابتا در کنار مالک (والتر مودو) و دسین (کریگ "مامان" گرانت)، دو عضو باشگاه موتورسیکلت غیرقانونی Uptown Riders بر عهده می گیرد که به سرعت با آنها دوست می شود. جانی همچنین به دوست دختر سابق خود اشلی باتلر (تریسی گادفری) کمک می‌کند تا با ربودن رومن، پسر عموی نیکو (جیسون زوموالت) بدهی‌های خود را به دیمیتری راسکالوف روسی پرداخت کند.
در نهایت، جانی برایان را می کشد تا جنگ را پایان دهد، پس از اینکه فهمید کجا از خانواده جنایتکار پگورینو، ری بوچینو (جو باربارا)، که اغلب با گمشده ها معامله می کند، پنهان شده است. در ازای کمک، بوچینو از باند می‌خواهد محموله‌ای از الماس‌ها را که قرار است توسط مالک کلوپ شبانه «گی» تونی پرینس (دیوید کنر)، خریداری شود، بدزدند و آن‌ها را به دست مردان بوچینو بسپارند تا بعداً آنها را بازیابی کنند. اگرچه سرقت موفقیت آمیز بود، اما تبادلات بعدی با اوباش یهودی، تحت نظارت جانی و نیکو، در کمین قرار گرفت. محافظ تونی، لوئیس لوپز (ماریو د لئون) دوباره الماس ها را بدست می آورد. در طول هرج و مرج، جانی با پول بوچینو فرار می‌کند و باعث می‌شود که جانی و جیم هر دو را به خاطر خیانتشان دستگیر کنند. جفت فرار می کنند، اما پس از اینکه جانی با قاتلانی که بوچینو فرستاده بود معامله می کند، از اشلی متوجه می شود که جیم اندکی پس از جدایی آنها کشته شده است.
با تضعیف باند عملا، جانی یک ملاقات غافلگیرکننده از استابز با خبرهای مهم دریافت می کند. اگرچه بوچینو توسط مجریان قانون فدرال تحت نظر است و دیگر تهدیدی نیست، بیلی قصد دارد انتقام خود را از جانی با برگرداندن مدارک ایالت علیه Lost بگیرد که به او اجازه می دهد وارد برنامه حفاظت از شاهدان شود. در پاسخ، جانی اعضای باقیمانده Lost را در حمله به مرکز اصلاحی ایالت آلدرنی هدایت می کند تا بیلی را پیدا کند و بکشد. پس از کشتن بیلی، جانی و بازماندگان به باشگاه خود باز می گردند، اما متوجه می شوند که توسط مردان بوچینو خراب شده است. این گروه تصمیم می گیرد بقایای باشگاه را بسوزانند و مراتع جدیدی پیدا کنند تا زمانی که بتوانند فصل جدیدی از Lost را در جای دیگری شروع کنند. در پایان، جانی قاطعانه روابط خود را با استابز و اشلی قطع می کند و تصمیم می گیرد به طور موقت گروه را ترک کند تا بر حمایت مالی از بیوه و فرزند جیم تمرکز کند.

## موسیقی متن
به غیر از موسیقی متن اصلی Grand Theft Auto IV، چندین آهنگ جدید به ایستگاه های رادیویی در توسعه اضافه شد. LCHC - Liberty City Hardcore و Liberty Rock Radio بزرگ‌ترین آهنگ‌های جدید اضافه شده را دیدند تا با موضوع دوچرخه‌سواری برنامه‌های توسعه مطابقت داشته باشند. LCHC همچنین یک برنامه رادیویی جدید اختصاص داده شده به فلزات افراطی را اضافه کرد که توسط مکس کاوالرا (Sepultura، Soulfly و Cavalera Conspiracy سابق) میزبانی می شد.
آهنگ های اضافی به چرخش The Beat 102.7 (با DJ Statik Selektah & Funkmaster Flex) و Radio Broker و همچنین یک نمایش رادیویی جدید در ایستگاه گفتگوی WKTT اضافه شد. نمایش جدی مارتین (یک تقلید از برنامه های رادیویی سبک شوک جوک، به ویژه نمایش هوارد استرن).

## توسعه
این محتوا برای اولین بار در کنفرانس مطبوعاتی E3 مایکروسافت در سال 2006 در 9 می 2006 اعلام شد. پیتر مور، رئیس بخش تجاری سرگرمی های تعاملی مایکروسافت، محتوای قابل دانلود را به عنوان "بسته های اپیزود حماسی" توصیف کرد و نه فقط یک ماشین یا شخصیت اضافی. بیانیه مطبوعاتی در طول کنفرانس گفت که بسته‌های الحاقی، هر دو The Lost and Damned و The Ballad of Gay Tony «ساعت‌ها گیم‌پلی کاملاً جدید» را به بازی اضافه می‌کنند، با Jeronimo Barrera، معاون توسعه محصول برای بازی. Rockstar Games، توضیح می‌دهد که این قسمت‌ها آزمایشی بودند زیرا مطمئن نبودند که کاربران کافی به محتوای آنلاین در Xbox 360 دسترسی داشته باشند. مدیر ارشد مالی Take-Two Interactive، Lainie Goldstein، فاش کرد که مایکروسافت در مجموع 50 میلیون دلار برای دو قسمت اول پرداخت کرده است.

در 20 فوریه 2008، ابتدا اعلام شد که محتوای اضافی از آگوست 2008 معرفی خواهد شد. دن هاوسر، معاون توسعه خلاق در Rockstar Games، ادعا کرد که از طریق این قسمت، "روی متفاوتی از شهر آزادی" را نشان می دهد. به عنوان بخشی از گزارش های مالی سه ماهه دوم، Take-Two اعلام کرد که محتوای قابل دانلود به تعویق افتاده است و در سه ماهه اول سال مالی 2009 خود (نوامبر 2008 تا ژانویه 2009) منتشر خواهد شد. در 13 نوامبر 2008، استراوس زلنیک، رئیس اجرایی Take-Two هشدار داد که در حالی که آنها قصد داشتند اولین بسته اپیزود را تا ژانویه 2009 منتشر کنند، تاریخ ممکن است بسته به شرایط به سه ماهه دوم مالی سال 2009 (فوریه تا آوریل) تغییر کند. تاریخ تکمیل. تاریخ انتشار 17 فوریه در نهایت یک هفته پس از هشدار Zelnick اعلام شد.
| گردآورنده | امتیاز |
| --------- | ------ |
| متاکریتیک | ۹۰/۱۰۰ |

| ناشر      | امتیاز |
| --------- | ------ |
| یوروگیمر  | ۸/۱۰   |
| گیم‌تریلرز | ۹٫۲    |
| آی‌جی‌ان    | ۹٫۰/۱۰ |